# 노로돔 시하모니
노로돔 시하모니(크메르어: នរោត្តម សីហមុនី, Norodom Sihamoni, 1953년 5월 14일 ~)는 캄보디아의 군주이다. 그의 아버지인 노로돔 시아누크(재위 : 1993 ~ 2004)의 뒤를 이어 2004년에 즉위했다. 

## 이력
노로돔 시하모니는 1953년 5월 14일에 프놈펜에서 노로돔 시하누크 국왕과 6번째의 왕비인 모니끄 이지 사이에서 태어났다. 시하누크의 아들들중에서는 가장 부친의 애정을 받아 자랐다고 한다.
1960년대부터 1970년대에 걸쳐 프라하에서 클래식 댄스를 공부하였고, 1974년 북한에서 영화 촬영 기술을 배운 적이 있다. 한편 1975년 캄보디아에서는 캄보디아 내전이 끝나고 폴 포트가 이끄는 크메르 루주가 정권을 잡았는데, 이후 크메르 루주 정권이 아버지의 이름으로 된 허위 소식을 보내 그를 캄보디아에 귀국시키고 부모님과 함께 프놈펜의 왕궁에 유폐하였다. 1978년 폴 포트 정권 붕괴 직전에 그는 부모와 함께 탈출에 성공, 1981년에는 프랑스에 건너가 발레를 가르쳤다. 그 후 캄보디아의 내정이 불안정하여 프랑스에 20년간 머물게 된다. 왕정이 복귀한 1993년부터는 파리에서 유네스코의 대사를 맡았다.
2004년 10월 7일에 시하누크 국왕이 퇴위를 표명하자, 14일, 새롭게 제정된 왕실 관련법에 의해 훈센 총리, 노로돔 라나리드 하원 의장, 치어 심 상원 의장, 상원 부의장, 하원 부의장, 고승 2명의 9명으로 이루어진 왕실 평의회에서 노로돔 시하모니가 지명되어 그 멤버인 훈센 및 라나리드가 국회에서 그 취지를 연설 표명했다. 노로돔 시하모니는 이 때, 시하누크의 퇴위를 단념하게 하기 위해서, 시하누크의 체재지의 베이징에 있었지만, 동년 10월 20일에는 즉위에 임하기 위해 시하누크와 함께 베이징으로부터 귀국했다. 29일에는 8만명이라고도 하는 시민이 모여, 그 즉위식이 거행되었다. 시하모니는 독신이며 아이는 없다.